# Slavko Juraga
Slavko Juraga (Umag, 10. studenog 1959.) hrvatski je kazališni, televizijski i filmski glumac.

## Filmografija

### Televizijske uloge
- "Kumovi" kao Jadranko Zovko (2024.)
- "Bogu iza nogu" kao recepcioner (2022.)
- "Drugo ime ljubavi" kao Marko Ramljak (2019. – 2020.)
- "Kud puklo da puklo" kao don Ante Rukavina (2014. – 2015.)
- "Larin izbor" kao Ivo Ledić (2011. – 2012.)
- "Najbolje godine" kao Nikola "Kec" (2009. – 2010.)
- "Zakon!" kao meštar ceremonije (2009.)
- "Zakon ljubavi" kao Ignjat Nardelli (2008.)
- "Zauvijek susjedi" kao inspektor (2007.)
- "Bitange i princeze" kao Bager (2007.)
- "Kad zvoni?" kao Luka (2005.)
- "Villa Maria" kao Marko "Čens" Prilika (2004. – 2005.)
- "Mlakarova ljubav" kao Zec (1993.)
- "Večernja zvona" (1988.)
- "Smogovci" (1986.)
- "Inspektor Vinko" (1985.)
- "Hajdučki gaj" (1985.)
- "Nepokoreni grad" (1982.)

### Filmske uloge
- "Igra prijestolja" kao kralj svile (2012.)
- "Bella Biondina" kao četnik (2011.)
- "Infekcija" kao lažni izbavitelj (2003.)
- "Mišolovka Walta Disneyja" (2003.)
- "Generalov carski osmijeh" (2002.)
- "Četverored" kao Petar Janjac (1999.)
- "Dubrovački suton" kao Ivan (1999.)
- "Bogorodica" (1999.)
- "Transatlantic" kao Franjo (1998.)
- "Kanjon opasnih igara" kao Žika (1998.)
- "Kuća duhova" (1998.)
- "Mirotvorac" (The Peacemaker) kao Stevo (1997.)
- "Nausikaja" (1994.)
- "Kositreno srce" kao Vidra (1994.)
- "Cijena života" kao Ivan (1994.)
- "Sjedim za bijelim metalnim stolom" (1993.)
- "The Sands of Time" kao stražar #2 (1992.)
- "Memories of Midnight" kao policajac #2 (1991.)
- "Born to Ride" kao kapetan Rosario (1991.)
- "Čaruga" kao Matejko (1991.)
- "Krhotine – Kronika jednog nestajanja" kao Lovro Livaja (1991.)
- "Gavrilo Princip – Smrt školarca" (1990.)
- "Najbolji" kao Brko (1989.)
- "The Dirty Dozen: The Fatal Mission" kao partizan (1988.)
- "Honor Bound" kao ruski vojnik (1988.)
- "Sokol ga nije volio" kao Joca (1988.)
- "Oficir s ružom" (1987.)
- "Večernja zvona" kao pijani Nijemac (1986.)
- "Against All Odds" kao Mario Zanetti (1984.)

### Sinkronizacija
- "Veliki crveni pas Clifford" kao g. Yu (2021.)
- "Superknjiga" kao Petar (S3) i Zaharija (2020.)
- "Patke za nemoguće zadatke" kao zapovjednik Kvakus (2017.)
- "Vau vau zvijezda" kao Linnux (2017.)
- "Albert" kao Rapollo (2015.)
- "Madagaskar 3" kao Vitalij (2012.)
- "Vrlo zapetljana priča" kao braća Buzdovan (2010.)
- "Pinokio" kao kočijaš (2009.)
- "Pusti vodu da miševi odu" kao Le Žaba (2006.)
- "Princeza i žabac" kao Darnell i časnik (2009.)
- "Sezona lova 1" kao Šo (2006.)
- "Znatiželjni George" kao Ivan (2006.)
- "Knjiga o džungli 2" kao Ranjanov otac (2008.)
- "Povratak Jafara", "Aladin i kralj lopova" kao Razul (2004.)
- "Aladin 1" kao Razul (2004.)
- "Mravi" kao Barbatus
- "Povratak u Gayu"

## Vanjske poveznice
- Stranica na HNK.hr  Arhivirana inačica izvorne stranice od 28. prosinca 2009. (Wayback Machine)
- Slavko Juraga u internetskoj bazi filmova IMDb-u (engl.)